# Sportmanía
Sportmanía fue un canal de televisión por suscripción español de deportes propiedad de Sogecable (luego Prisa TV).

## Historia
El canal fue lanzado como señal de pruebas el 10 de octubre de 1995 a través del satélite Astra, dentro de la plataforma Canal Satélite, y posteriormente en Canal Satélite Digital. Comenzó a emitir competiciones deportivas en diferido y posteriormente empezó a emitir en vivo las ligas ACB (Baloncesto) y ASOBAL (Balonmano) en enero de 1996. Con el cambio a Digital+ (actualmente Movistar+) y los nuevos canales de Canal+ Deportes, Sportmanía mantuvo su programación y emitió también algunas competiciones que no tienen cabida en los 3 canales, como las ligas universitarias de baloncesto estadounidense.
Hasta 2003, emitió la Primera División de Argentina en vivo y en directo para España.
El 1 de octubre de 2012, el canal reingresó a la parrilla de Vodafone TV tras casi 5 años de ausencia. El 25 de julio de 2013, el canal anunció el lanzamiento de Sportmanía HD en exclusiva para Euskaltel el 1 de agosto de 2013. El 2 de septiembre de 2013, Vodafone TV añadió la señal HD de Sportmanía a su parrilla de canales.
El 1 de enero de 2015, Telecable eliminó el canal de su oferta de programación. El 15 de junio de 2015, Sportmanía anunció que el canal sería cerrado el 31 de julio de 2015 tras 20 años de transmisiones debido a la compra de Canal+ por parte de Movistar.
El 8 de julio de 2015, el canal fue sacado de la oferta de Movistar+. El 1 de agosto de 2015, Sportmanía dejó de emitir.

## Derechos deportivos
La cadena contaba con la emisión de las siguientes competiciones:

### Competiciones nacionales
- Liga ASOBAL (Liga de balonmano española)
- Superliga de Voleibol
- Boxeo

### Competiciones continentales
- UEFA Europa League (2 partidos de equipos extranjeros por jornada hasta cuartos de final)

### Competiciones extranjeras
- MLS
- NBA
- MLB
- NHL
- NFL
- Golf (Circuitos internacionales)
- Ajedrez (Campeonatos internacionales: sénior, juvenil, infantil...)
- AFL
- Super 12
- DTM

## Programas
- Transworld Sport: Resumen de la actualidad deportiva de la semana con reportajes especiales sobre diversos temas. Es producido por Trans World International
- Sportwoman: Programa sobre la mujer en las competiciones deportivas.
- Pádel en acción: Programa de actualidad sobre pádel.
- NBA Live: Programa que repasa la trayectoria de los jugadores españoles en la NBA.
- Nissan Sports Adventure: Programa sobre deportes de aventura.